# Jimmie Durham
Jimmie Durham   (Houston, 10 de juliol de 1940 - Berlín, 17 de novembre de 2021) va ser un artista estatunidenc amb un presumpte origen cherokee (denegat pels representants tribals) que destaca pel seu activisme a favor de la causa índia i dels drets civils. Fill d'una família d'escultors, ha estat alhora un artista pluridisciplinari i activista polític. Es graduà en Belles Arts el 1972 a Ginebra, i també ha estat membre portaveu de l'American Indian Movement (AIM) i de l'International Indian Treaty Commitee (IITC), càrrec des del qual ha estat implicat en totes les lluites dels indis per a preservar el dret a la seva terra.
El 1994 s'instal·la a Europa, des d'on ha seguit conreant un projecte de gran llibertat creativa que interpel·la directament la cultura i el llegat humans. La seva proposta traspassa les categories artístiques, històriques i contemporànies, i desafia els fonaments i els sistemes jeràrquics de l'art i el poder.
Ha escrit Certain Lack of Coherence: Writings on Art and Cultural Politics (1993), Columbus day (1993) i el manifest We the people (1987).